# Dębiany (powiat pińczowski)
Dębiany – wieś sołecka w Polsce, położona w województwie świętokrzyskim, w powiecie pińczowskim, w gminie Działoszyce.
W latach 1975–1998 miejscowość należała administracyjnie do województwa kieleckiego.

## Części wsi
| SIMC    | Nazwa     | Rodzaj    |
| ------- | --------- | --------- |
| 0237080 | Gościniec | część wsi |

## Historia
W wieku XIX Dębiany, wieś w powiecie pińczowskim, gminie Drożejowice, parafii Stradów. 

W 1817 było tu 20 domów i 125. mieszkańców.

Dobra Dębiany składają się z folwarku Dębiany i Zagaje, attynencji Łąka Dębieńska oraz wsi Dębiany i wsi Zagaje, od Kielc wiorst 49, od Pińczowa wiorst 14, od Działoszyc wiorst 8, od Buska wiorst 21, od Zawiercia wiorst 77, od Wiały wiorst 16.
Opis dóbr Dębiany
Rozległość folwarczna wynosi mórg 590 w tym: folwark Dębiany grunta orne i ogrody mórg 223, łąk mórg 18, nieużytki i place mórg 40: razem mórg 281. Budynków murowanych było 3, drewnianych 15. 

Folwark Zagaje Dębiańskie posiadał: grunta orne i ogrody mórg 144, lasu mórg 160, nieużytki i place stanowiły mórg 4: razem mórg 309. Budynków drewnianych 5. We wsi  Dębiany było osad 17 z gruntem mórg 71, wieś Zagaje posiadała osad 12, gruntu mórg 45. 
Według spisu powszechnego z roku 1921 w gminie Drożejowice spisano: wieś Dębiany  było tu 23 domów i 144 mieszkańców, oraz folwark Dębiany posiadający 2 domy, 63 mieszkańców